# Governo Mette Frederiksen
O Governo Mette Frederiksen (em dinamarquês:  Regeringen Mette Frederiksen) é um governo de minoria, formado a partir das eleições legislativas dinamarquesas em 2019. É composto exclusivamente pelo Partido Social-Democrata, com o apoio da Esquerda Radical, do Partido Popular Socialista e da Aliança Vermelha e Verde. 